# Sistan

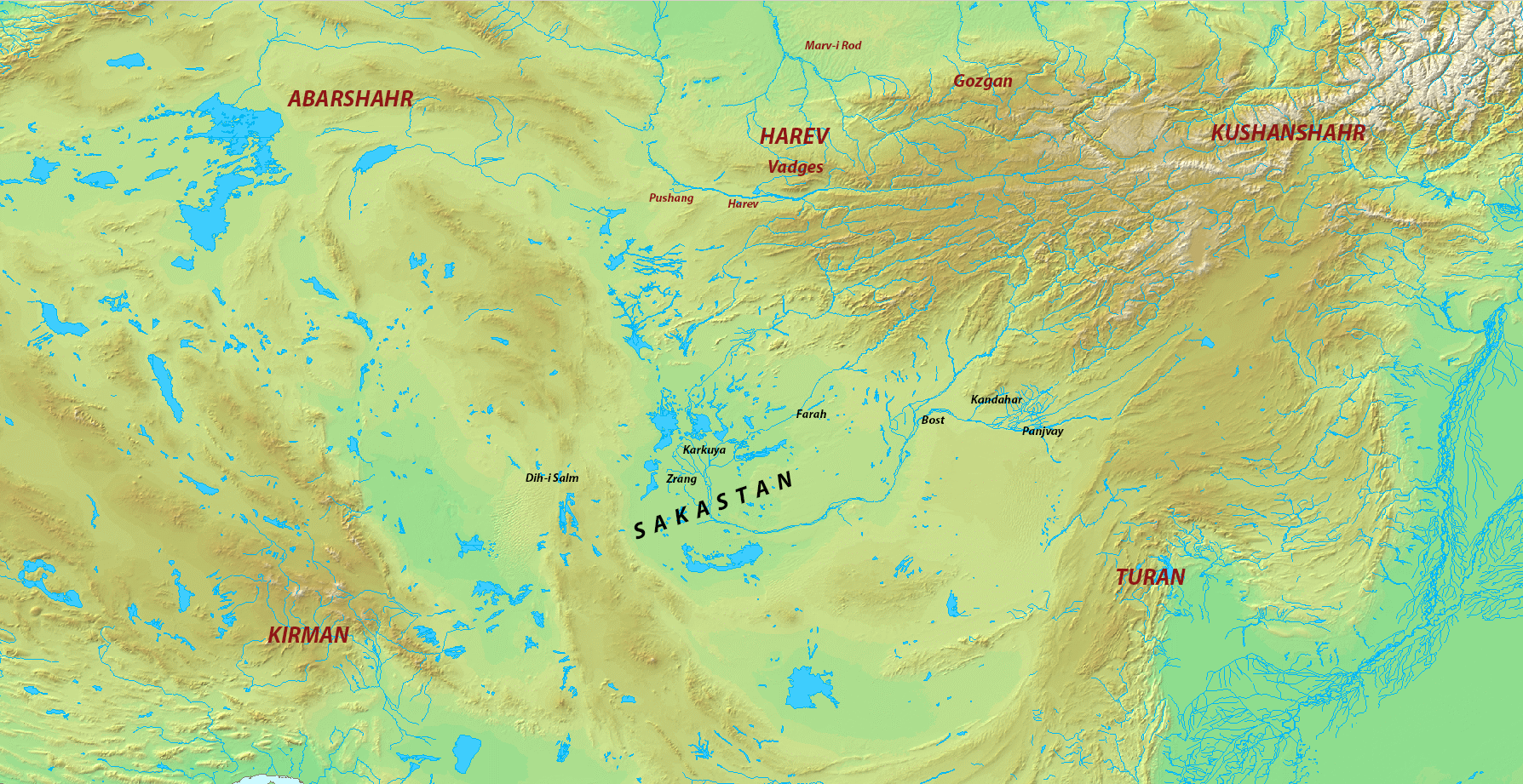
Sistan (Sakastan) zur Zeit der Sassaniden

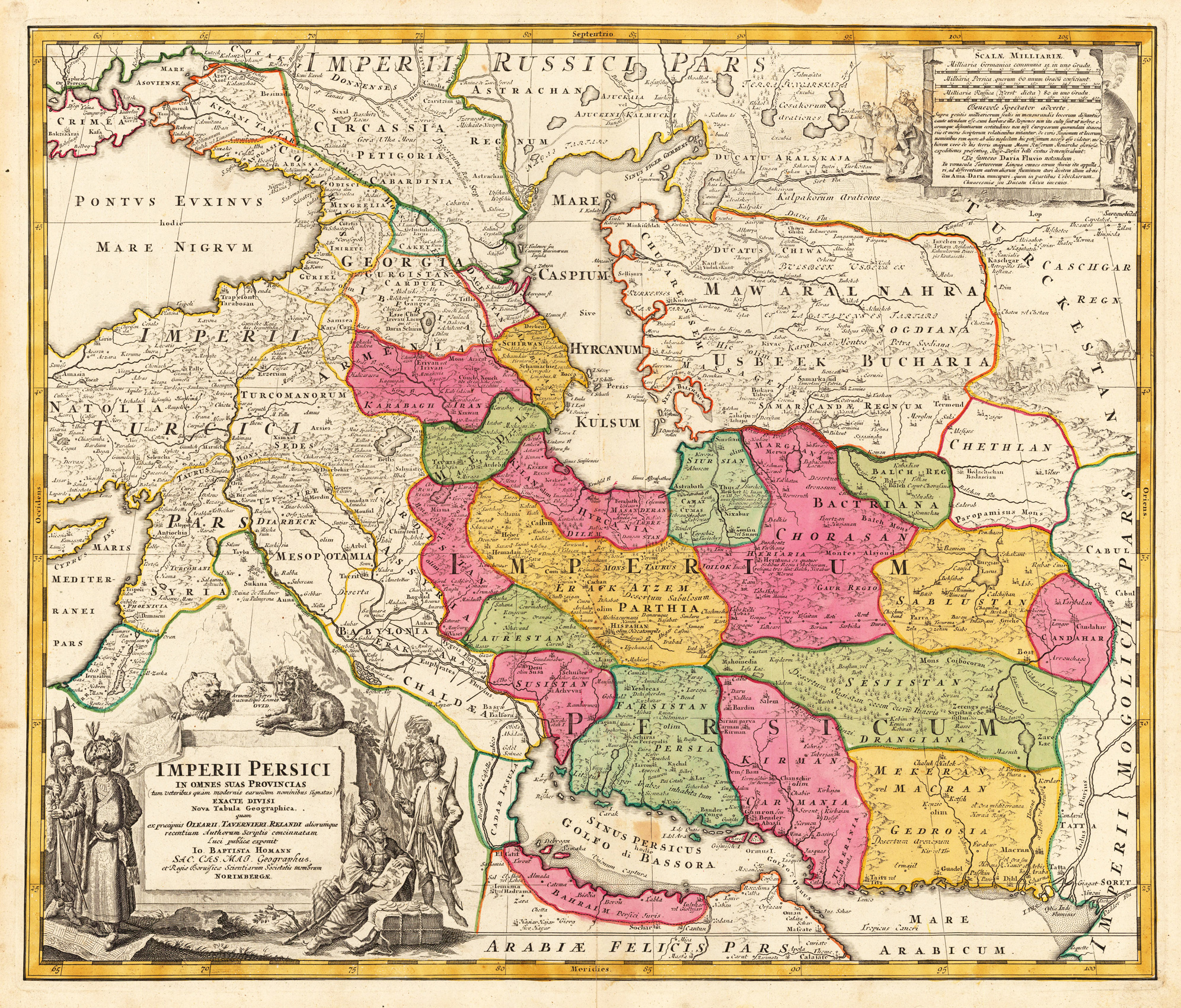
Sistan (Sesjistan) im Osten des persischen Reiches auf einer Karte aus dem 18. Jahrhundert

Sistan (persisch سيستان, DMG Sīstān) oder Sidschistan (arabisch سجستان Sidschistān, DMG Siǧistān) ist eine historische Region im heutigen Südwesten Afghanistans und Südosten Irans, die vom 9. bis 11. Jahrhundert unter der Regentschaft der Saffariden stand. Die Region ist heute Bestandteil der iranischen Provinz Sistan und Belutschistan (kurz auch Sistan genannt) und der afghanischen Provinzen Nimrus und Helmand.

## Etymologie
Sistan leitet seinen Namen von Sakastan („das Land der Saka“) ab. Die Saken waren ein skythischer Stamm, der vom 2. Jahrhundert v. Chr. bis zum 1. Jahrhundert in die Regionen des heutigen Afghanistans und des Industals wanderte, wo sie sich auch als Indo-Skythische Dynastie etablierten. Im Bundahischn, einem auf Mittelpersisch (auch „Pahlavi“) verfassten zoroastrischen Werk, heißt die Provinz Seyansih. Nach der arabischen Eroberung Irans wurde die Provinz als Sidschistan bzw. Sistan bekannt.

## Hintergrund
Das aride und windreiche Klima der Region ließ stets nur vorübergehend eine dauerhafte Besiedlung mit Ackerwirtschaft zu, da Wanderdünen die Bewohner häufig zwangen, Siedlungen wieder aufzugeben. Vermutet wird die frühe Dschiroft-Kultur bereits im 3. Jahrtausend v. Chr., Siedlungen sind in den Zeiträumen zwischen 1100 und 800 v. Chr. durch Zoroastrier, sowie im 4. und 3. Jahrhundert v. Chr. während der Zeit des Hellenismus nachgewiesen. Von der Besiedlung durch den skythischen Stamm der Sakas (Saken) im 1. bis 3. Jahrhundert n. Chr. erhielt die Region den Namen Sakastan. Den Namen Sijistan/Sedschestan/Segestan oder Sistan erhielt die Region nach der Eroberung im Zuge der Islamischen Expansion.
Der Name „Sīstān“ ist abgeleitet vom mittelpersischen Sakastan (auch Sagastān), „Land der Saka“, einem skythischen Volk. Die antiken griechischen Historiker nannten das Gebiet Drangiana, ab der Mitte des 1. Jahrhunderts n. Chr. auch Sarangian (Zarangiane). Auf sassanidischen Münzen kommt ab dem 4. Jahrhundert die Bezeichnung Sakastan und ab Ende des 5. Jahrhunderts Sarang vor. Der arabische Name in frühislamischer Zeit war Sidschistan.
In der iranischen Mythologie ist das Gebiet von Sistan – das Stammland des mythischen Helden Sām – wohl weitgehend identisch mit Nimrus.
Eine teils in der Begrifflichkeit überlappende Nachbarregion war Zabulistan.

## Besiedlung
Sistans Blütezeit fiel in das 8. bis 15. Jahrhundert. Sogenannte Maliks waren die regionalen Herrscher, die sich abwechselnd den umliegenden Mächten unterwarfen oder aber als Unterkönige autonom oder sogar souverän die Herrschaft ausübten.
Kurz nach der islamischen Eroberung der Region, die zuvor zum Sassanidenreich gehörte, Mitte des 7. Jahrhunderts brach der innerislamische Konflikt auf, den die Sistaner zu einem Aufstand nutzten, jedoch unterworfen wurden. Die lokalen Herrscher Sistans brachten im 9. Jahrhundert (um 867) die Dynastie der Saffariden hervor, die so mächtig wurden, dass sie um 873 mit der Eroberung von Chorasan begannen, bis sie um 900 von den Samaniden aufgehalten wurden. Der Kalif in Bagdad sprach den Samaniden anschließend die Gebiete der Saffariden zu, die sich bis ins 11. Jahrhundert noch ausschließlich in Sistan hielten.
Hauptstadt und Zentrum der Gegend war die Stadt Schahr-e Gholghola im heutigen Afghanistan, bis diese im 13. Jahrhundert von den Mongolen zerstört wurde. Weitere Orte, die heute nur noch als Ruinenstädte existieren, waren Kundar, Ramrod (heute in Iran) sowie Tarakun, Saru Tara, Godar-i Schah, Chigini und Peschawarun (heutige in Afghanistan).
Ackerwirtschaft wurde durch den Bau von Kanälen mit Verbindung zum Hilmend ermöglicht und soll hier einen Garten Asiens begründet haben. Dies änderte sich erst in der Zeit des sich selbst beschleunigenden Niedergangs. Ausgetrocknete Kanäle, die Sand freisetzten, begünstigten die Bildung der für die Region ohnehin typischen Wanderdünen. Nach archäologischen Funden fielen die historischen Blütezeiten in der Region in die Zeiträume von weniger starken Wanderungsbewegungen. Die früheren Siedlungszentren sind heute Ruinenstädte.
1747 fiel Ahmad Schah Durrani in Sistan ein, welches zum afscharidischen Persien gehörte. Afghanische und persische Machthaber zogen nach über hundert Jahren Streit um das Gebiet 1872 das Britische Empire als neutralen Schlichter hinzu, was den Briten die Vermessung des Landes ermöglichte. Mit dem Britisch-Afghanischen Friedensvertrag von 1905 wurde die unwirtliche Wüstenregion Sistan geteilt zwischen dem Emirat Afghanistan, Britisch-Indien und Persien; heute zwischen Afghanistan, Pakistan und Iran.
Heute besiedelt unter anderem der paschtunische Stamm der Sakzai (wortwörtlich „Söhne der Saka“) die Region Farah (Provinz), Nimrus und Helmand (Provinz), welches dem ehemaligen Gebiet Sistans entspricht.